# Ottone IV di Weimar-Orlamünde
Ottone IV di Weimar-Orlamünde, secondo un diverso metodo di conteggio Ottone VI, (prima del 1279 – tra il 15 maggio e il 20 agosto 1318) fu un conte della linea collaterale Ascanide dei Weimar-Orlamünde.

## Biografia
Ottone IV era un figlio di Ottone III di Weimar-Orlamünde e Agnese, nata contessa di Truhendingen. I suoi fratelli erano Ottone V, Agnese ed Ermanno.
Sposò prima del 14 dicembre 1296 la contessa Adelaide di Käfernburg († tra il 10 agosto 1304 e il 27 marzo 1305), figlia del conte Günther VII di Käfernburg († 1302) e della contessa Adelaide di Schwarzburg († 1319). Essi ebbero:
- Conte Ottone VI di Weimar-Orlamünde ∞ langravia Cunegonda di Leuchtenberg.

Si risposò dopo il 1308 con Caterina d'Assia († 1322), una figlia del langravio Enrico I d'Assia. Essi ebbero:
- Contessa Elisabetta di Weimar-Orlamünde († 1362) ∞ conte Enrico X di Schwarzburg-Blankenburg-Arnstadt.